# جوليان مارتينيز
جوليان مارتينيز (بالإنجليزية: Julian Martinez)‏ هو رسام أمريكي، ولد في 1879 في سان إلديفونسو بويبلو في الولايات المتحدة، وتوفي بنفس المكان في 6 مارس 1943.